# 揭海公路
 揭海公路（又称“省道234线”），是中华人民共和国广东省东部的一条公路。起自揭阳市榕城区仙桥街道，终点为汕头市潮阳区海门镇，全长40.5公里，路基宽50米。工程于1995年1月动工，按平原微丘区二级公路标准进行改建，至2005年完成后溪至关埠路段的建设，续建工程金灶至关埠路段长10.43公里于2005年4月份动工建设，2007年6月份竣工全线通车。不过使用才几年，路面情况已非常不好。
根据2017年的省道网规划，S234将调整为揭西五经富至海门公路。
1. ↑  广东省交通运输厅.  (PDF). 2017-02-27  [2023-05-10]. （原始内容存档 (PDF)于2021-05-24）.